# Nienke van Hichtum-prijs
Der Nienke van Hichtum-prijs (in Originalschreibweise auch verkürzt  N. v Hichtum-prijs) ist ein niederländischer Literaturpreis, der alle zwei Jahre an Autoren von Kinderbüchern verliehen wird.
Diese Auszeichnung, benannt nach der niederländischen Kinderbuchautorin Nienke van Hichtum (1860–1939), wurde im Jahr 1964 von der Jan-Campert-Stichting (Stiftung) ins Leben gerufen und ist heute mit 6.000 Euro dotiert. Erstmals wurde er an Gertie Evenhuis vergeben. Dann folgte eine siebenjährige Pause, bevor 1971 mit Tonke Dragt der nächste Preisträger verkündet wurde. Seit 1973 wird der Preis regelmäßig alle zwei Jahre verliehen.

## Preisträger

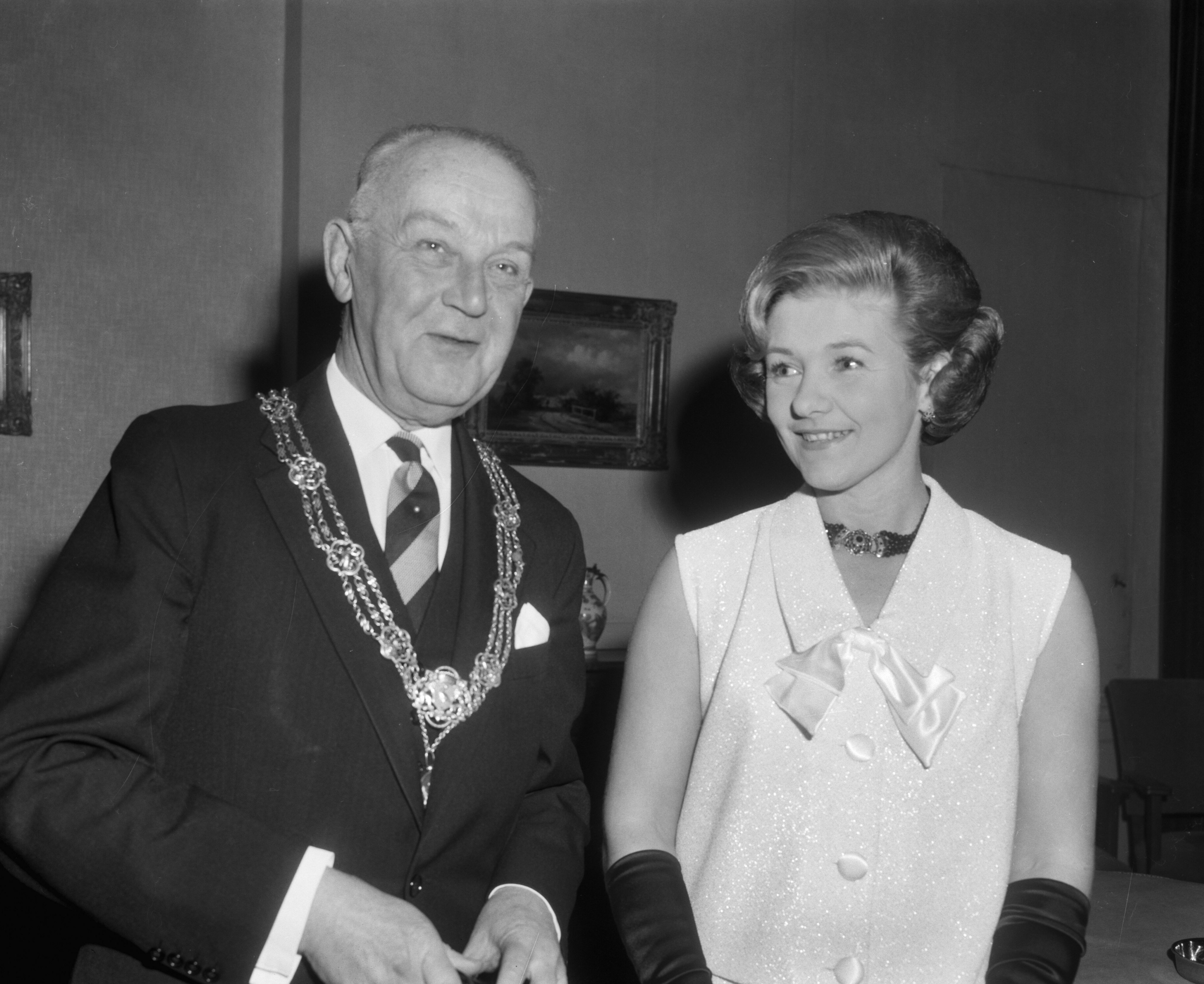
Gertie Evenhuis (1964)

- 1964 Gertie Evenhuis für Wij waren er ook bij
- 1971 Tonke Dragt für Torenhoog en mijlenbreed
- 1972 Jaap ter Haar für Geschiedenis van de Lage Landen
- 1973 Paul Biegel für De twaalf rovers (deutsch: Die zwölf Räuber, Thienemann, Stuttgart 1973, ISBN 3-522-11890-1)
- 1975 Miep Diekmann für Dan ben je nergens meer
- 1977 Wim Hofman für Wim (deutsch: Wim. Tabu Verlag, München 1997, ISBN 3-89692-104-5)
- 1979 Henk Barnard für Laatste nacht in Jeque
- 1981 Sonia Garmers für Orkaan en Mayra
- 1983 Imme Dros für En een tijd van vrede

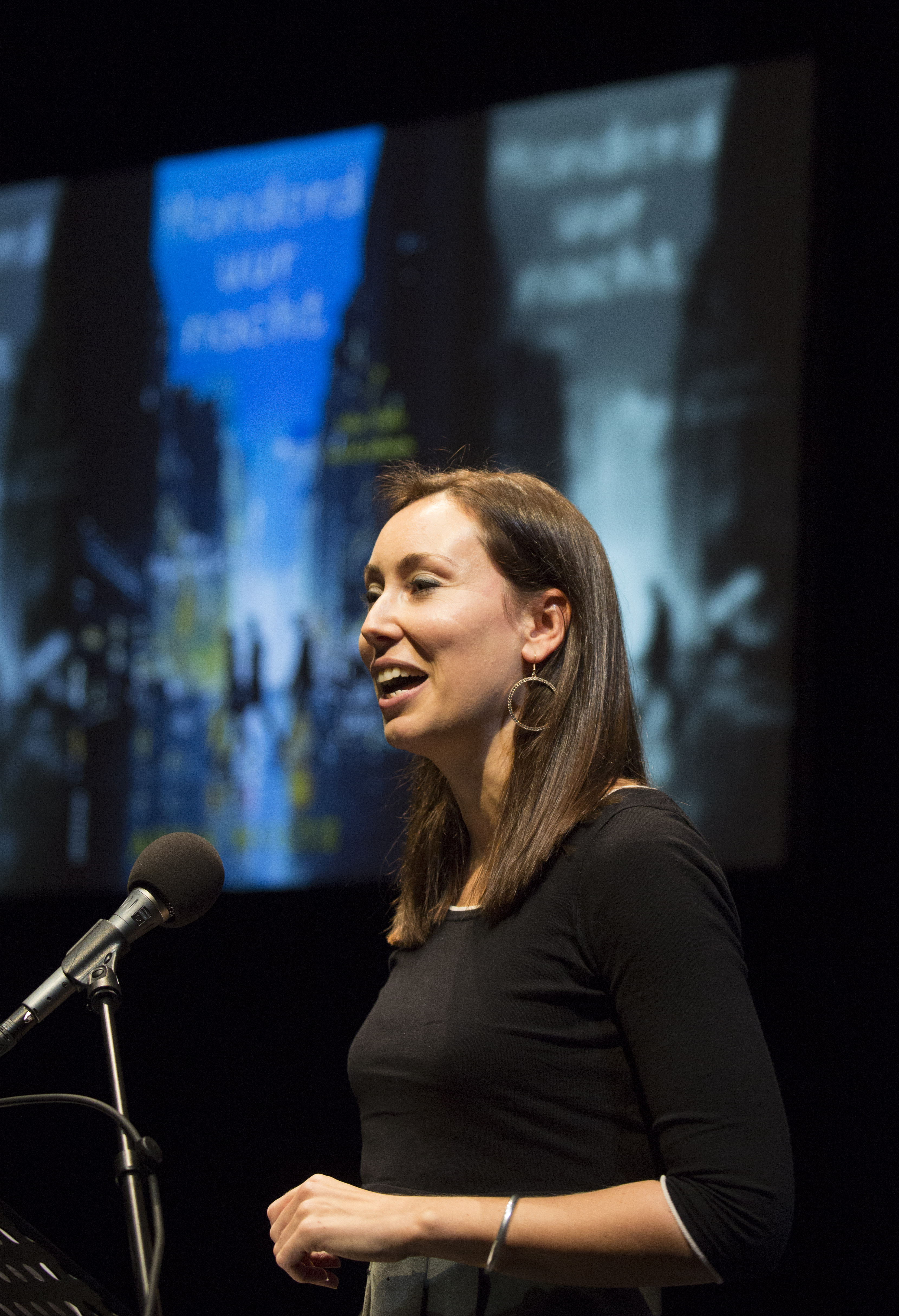
Anna Woltz (2015)

- 1985 Willem Wilmink für Het verkeerde pannetje
- 1987 Peter van Gestel für Ko Kruier en zijn stadsgenoten
- 1989 Ienne Biemans für Lang zul je leven
- 1991 Mensje van Keulen für Vrienden van de maan
- 1993 Margriet und Annemie Heymans für De prinses van de moestuin
- 1995 Veronica Hazelhoff für Veren (deutsch: Krähensommer. Fischer FJB, Frankfurt 2001, ISBN 3-596-80277-6)
- 1997 Rita Verschuur für Vreemd land
- 1999 Eva Gerlach für Hee meneer Eland
- 2001 Ted van Lieshout für Zeer kleine liefde (deutsch: Sehr kleine Liebe. Susanne Rieder Verlag, München 2014, ISBN 978-3-943919-56-1)
- 2003 Peter van Gestel für Winterijs (deutsch: Wintereis. Beltz & Gelberg, Weinheim 2008, ISBN 978-3-407-81040-3)
- 2005 Bart Moeyaert für Dani Bennoni (lang zal hij leven)
- 2007 Margriet Heymans für Diep in het bos van Nergena
- 2009 Els Beerten für Allemaal willen we de hemel (deutsch: Als gäbe es einen Himmel, Fischer FJB, Frankfurt 2011, ISBN 978-3-8414-2135-7)
- 2011 Benny Lindelauf für De hemel van Heivisj
- 2013 Jan Paul Schutten für Het raadsel van alles wat leeft (deutsch: Evolution: oder das Rätsel von allem, was lebt, Gerstenberg Verlag, Hildesheim 2014, ISBN 978-3-8369-5797-7)
- 2015 Anna Woltz für Honderd uur nacht

- 2017 Annet Schaap für Lampje
- 2019 Gideon Samson für Zeb
- 2021 Erna Sassen für Zonder titel

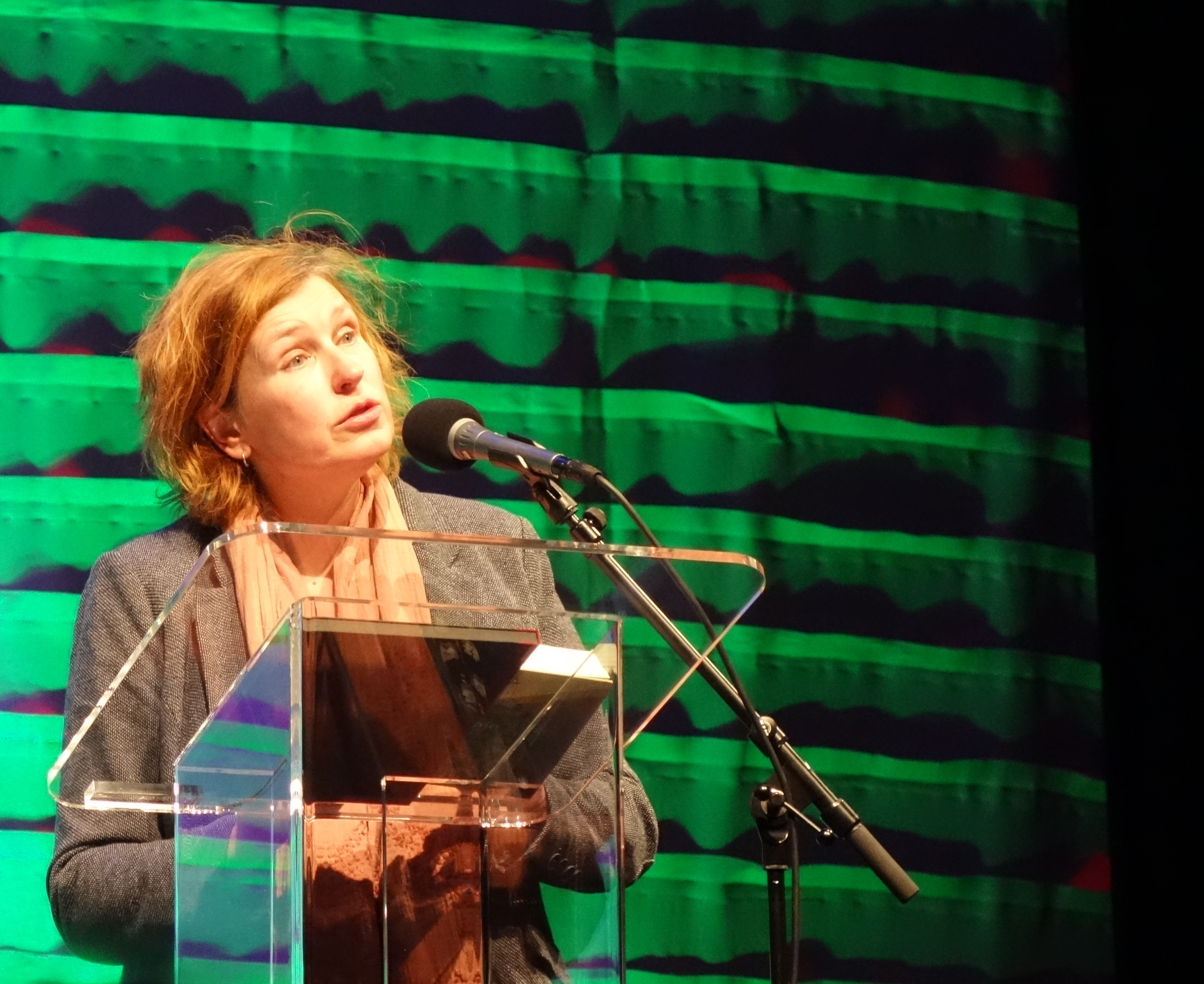
Annet Schaap (2017)

- 2023 Tjibbe Veldkamp für De jongen die van de wereld hield